# Treskow (Neuruppin)
Treskow ist ein Wohnplatz der Stadt Neuruppin im Landkreis Ostprignitz-Ruppin (Brandenburg) am Ruppiner See. Der Burgwall Treskow, der Neuruppiner Gutspark, das Gutshaus Treskow und die Treskower Dorfkirche liegen im Ort.
Der Gutsbezirk Treskow wurde 1928 von der Stadt Neuruppin eingemeindet.

## Geographie
Treskow liegt rund 3 km südlich der Neuruppiner Altstadt und rund 12 km nördlich von Fehrbellin. Der Ort liegt am Ufer des Ruppiner Sees. Nördlich schließt die Fehrbelliner Straße Treskow an Neuruppin an, während die Nauener Straße den Ort mit der Bundesautobahn 24 verbindet. Mehrere Buslinien verkehren zwischen Treskow und Neuruppin.

## Geschichte

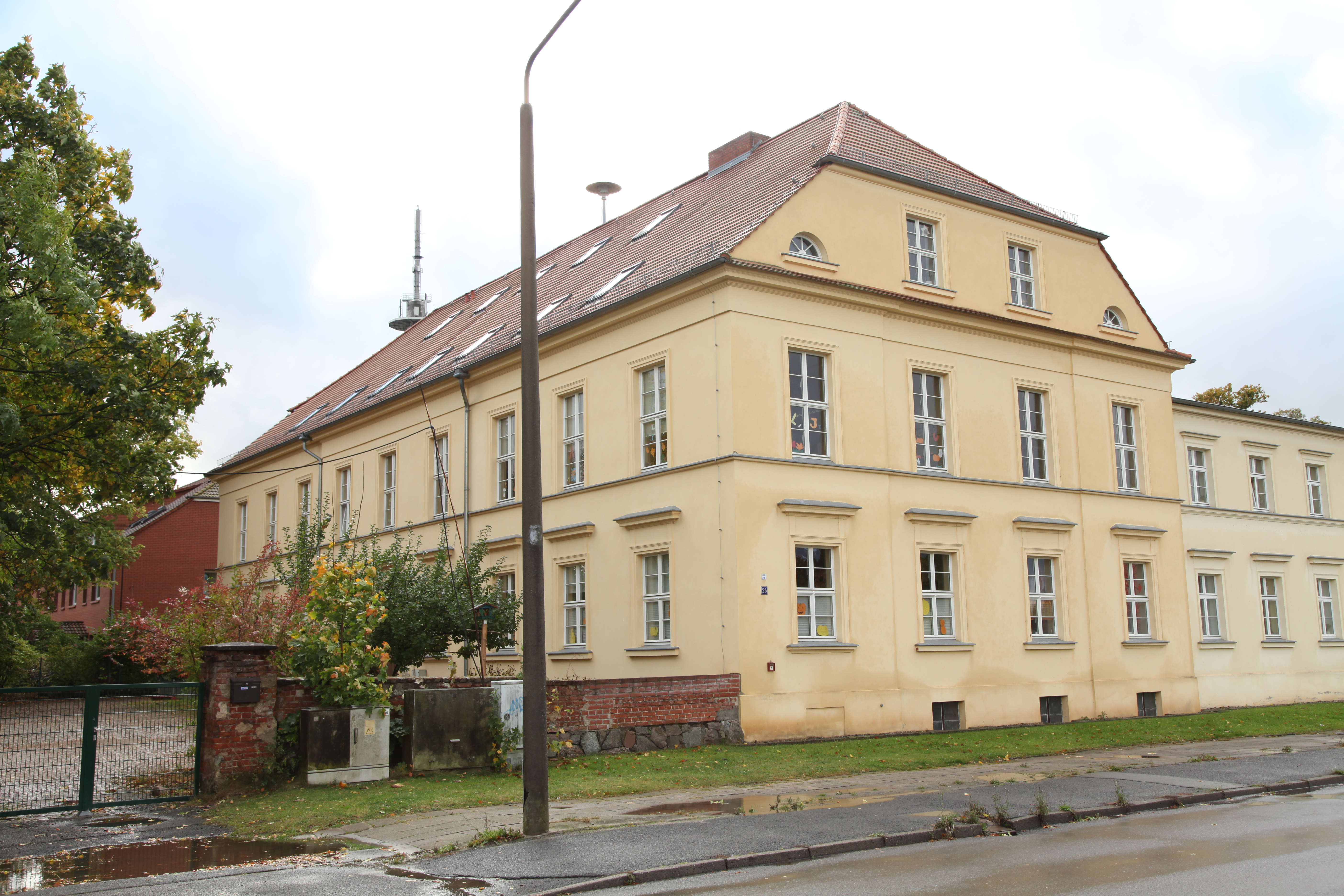
Gutshaus Treskow

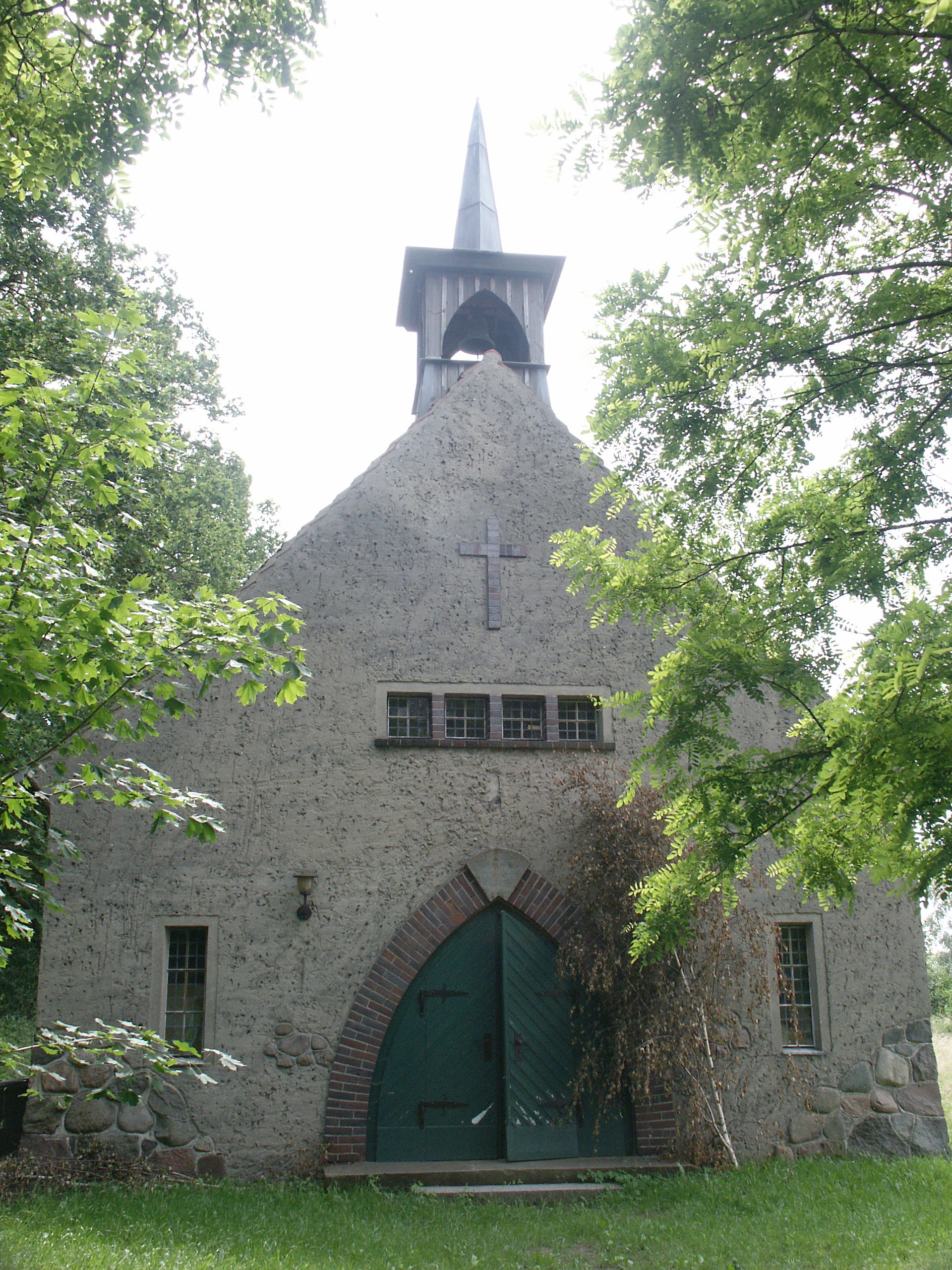
Dorfkirche Treskow

Die Siedlung wurde 1356 als Kathe de Treskow erstmals urkundlich erwähnt, archäologische Befunde lassen jedoch ein Bestehen seit dem 11. Jahrhundert vermuten.
Im Jahre 1395 wird die wüst gefallene Feldmark des alten Erbzinsdorfes Treskow, auch historisch Treschow genannt, von den Grafen Günther V. und Ulrich IV. der Herrschaft Ruppin an den Magistrat von Neuruppin für vierzig Mark Silber veräußert. Der Magistrat verpachtete das fruchtbare Land an Bauern und Bürger und errichtete eine Schäferei. So entstand Ende des 16. Jahrhunderts ein Vorwerk mit 17 freien Hufen. 35 weitere Hufen verpachtete er an Bürger, die damit die Kämmerei Neuruppin, Hospitäler und die Kirche finanzierten. Einige Wiesen des Gutes gehörten Herrn Jacobs, die am so genannten langenschen Luch am Fehr-Damm lagen.
Das Vorwerk wurde im Jahre 1569 durch einen Brand vollkommen zerstört.
Unter den Einwohnern befanden sich im Jahre 1798 ein Leineweber, Schäfer, Kreisgärtner und ein Ziegelbrenner, dessen Ziegelei am Ufer des Ruppiner Sees lag.
Bis 1849 gehörte Treskow zur Patrimonial-Gemeinde unter Fehrbellin, von 1849 bis 1878 Kreis-Gemeinde Neuruppin und von 1879 bis 1952 zur Amts-Gemeinde Neuruppin.
Am 12. September 1880 begann der Regelverkehr der Paulinenaue-Neuruppiner Eisenbahn auf der Linie Neuruppin-Berlin. Im Jahr 1970 endete der Personenverkehr auf dieser Strecke.
Im Jahre 1925 Gutsbezirk und Gut mit einem Fischerhaus, ein Fährhaus und Mühle.
| Jahr      | 1766 | 1785 | 1798 | 1800 | 1817 | 1840 | 1858 | 1895 | 1925 |
| Einwohner | 66   | 88   | 95   | 82   | 79   | 144  | 171  | 156  | 383  |

### Historische Landwirtschaft
| Aussaat     | Roggen                | Gerste                 | Hafer                 | Erbsen                | Linsen     | Wicken     | Kartoffeln            | Leinsamen   |
| Menge       | 15 Winspel 4 Scheffel | 10 Winspel 16 Scheffel | 6 Winspel 10 Scheffel | 2 Winspel 12 Scheffel | 1 Scheffel | 4 Scheffel | 3 Winspel 16 Scheffel | 13 Scheffel |
| Tierbestand | Pferde                | Rinder                 | Schweine              | Schafe                |            |            |                       |             |
| Stück       | 16                    | 84                     | 85                    | 678                   |            |            |                       |             |

## Sehenswürdigkeiten

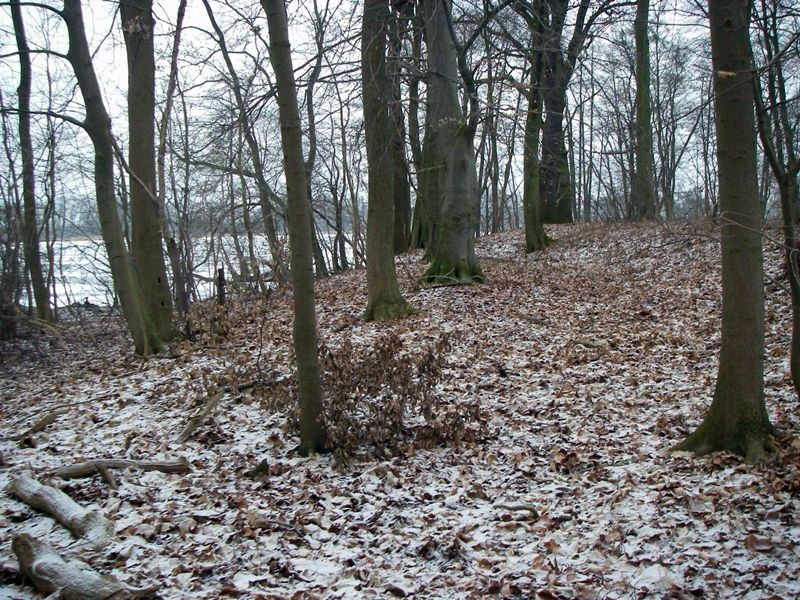
Burgwall Treskow am Ruppiner See